# Carrikers bergtangare
De Carrikers bergtangare (Dubusia carrikeri) is een zangvogel uit de familie Thraupidae (tangaren). De soort is genoemd naar de Amerikaanse ornitholoog en vogelluis-specialist Carriker.

## Verspreiding en leefgebied
Noordelijk Colombia.